# Festival Karacena
 (janvier 2021).
Si vous disposez d'ouvrages ou d'articles de référence ou si vous connaissez des sites web de qualité traitant du thème abordé ici, merci de compléter l'article en donnant les références utiles à sa vérifiabilité et en les liant à la section « Notes et références ».
Le Festival Karacena (karacena qui veut dire pirates en arabe) est un festival artistique qui se tient en début de chaque été dans la ville marocaine de Salé tous les deux ans, il est unique dans son genre au Maroc.
Il est organisé par l'Association marocaine d’aide aux Enfants en situation précaire sous le haut patronage du roi Mohammed VI.

## Historique
Créé en 2006, depuis cette année le festival connaît un rythme biennal qui met en valeur le patrimoine de la ville, sa culture ainsi que ses artisans.

## Organisation
Projet unique au Maroc, la biennale de Salé accompagne l’essor de la ville et œuvre au développement d’une politique artistique durable. 
Karacena appose sa marque autour du concept : former, créer, présenter, partager et propose une expérience de médiation unique au monde entre des artistes, une ville et ses habitants. 
Penser à chaque collaboration artistique dans une histoire de vie, un accompagnement de projet, un compagnonnage entre un lieu de formation artistique, l’École Nationale de Cirque Shems’y, et des artistes créateurs tantôt en résidence ou formateurs partageant leur démarche de travail avec les apprentis artistes, tantôt metteur en scène ou chorégraphe d’une présentation ou d’un spectacle interprété par les apprentis artistes, permet d’engager les artistes associés dans un continuum de relations professionnelles qui donne du sens et de la valeur à chacune d’elles.

## Éditions

### 1reédition: 2006
La première édition de Karacena a connu notamment la participation de : 
- Académie Fratellini
- AMESIP (Association Marocaine d’aide aux Enfants en Situation Précaire)
- École de Cirque Shems’y

Le thème de festival était " Explorez le passé glorieux de la ville ", développé autour de trois projets :
- Une création franco-marocaine associant artistes européens
- Une création marocaine en darija sous nom de « Bartal où l’enfant qui voulait devenir grand »
- une création de spectacle itinérant de musique et de cirque, regroupant les artistes de cette édition

### 2eédition: 2008
La deuxième édition s'est tenue la nuit du 21 août 2008 sur le fleuve Bouregreg sous le thème de " les enfants de Bouregreg ". Elle connut la participation de 1500 artistes et adopté les talents et les potentialités de la jeunesse de la ville .

### 3eédition: 2010
Organisée du 21 au 27 juillet 2012 sous le thème de " Danse avec les fous ! ", a connu la participation de 120 artistes nationaux et internationaux ainsi que 350 bénévoles. Inspirés par le passé glorieux de la cité corsaire, de différents spectacles s'y sont tenus. On compte 3 créations et 16 représentations. 

### 4eédition: 2012
La 4e édition s'est tenue du 30 juin au 8 juillet, le festival s’organise autour du thème « Le génie des lieux ». Il fait le tour de plusieurs monuments de Salé où il organise ses spectacles: le Borj Adoumoue, la Kasbah des Gnaouas et la Médersa mérinide de Salé. Il organise des spectacles acrobatiques dans les patios de ravissantes maisons traditionnelles slaouies comme celles des familles Zouaoui ou Belcadi.